# Lehenbiziko bala / Bisitari iraultzailea
«Lehenbiziko bala» / «Bisitari iraultzailea» es el título del sexto sencillo del grupo vasco de rock de fusión Negu Gorriak.
Fue lanzado en abril de 1992 por la discográfica independiente Esan Ozenki.
El sencillo tenía dos canciones, «Lehenbiziko bala» y «Bisitari iraultzailea», ambas escritas por el propio grupo y pertenecen al segundo álbum del grupo, Gure Jarrera.

## Lista de canciones
Cara A: «Lehenbiziko bala» («La primera bala»).
Cara B: «Bisitari iraultzailea» («Visitante revolucionario»).

## Diferentes versiones editadas
Aparte de las versiones del sencillo (idénticas a las editadas en Gure Jarrera, existe otra versión de «Lehenbiziko bala» en el directo Hipokrisiari Stop! Bilbo 93-X-30.
Con esta canción abrían los conciertos de la gira Gora Herria/Power to the People Tour 91 que realizaron en 1991. Así aparece en el VHS Tour 91+1, que recoge imágenes de las dos giras. En las imágenes del vídeo correspondientes al Tour 91+1, se recoge otra versión en directo de «Lehenbiziko bala».
El grupo argentino Todos Tus Muertos en su disco de 1994 Dale Aborigen, hace una versión de «Lehenbiziko bala», donde colabora el propio Fermín Muguruza.
El grupo chileno Los Miserables (banda) en su disco de 1997 Sin Dios ni Ley, hace su versión de «Lehenbiziko bala».